# 范濛
范濛（5世紀—？），南阳順陽（今河南省淅川县李官桥镇）人，順陽范氏第九代。年輕時去世。南朝宋其間曾任朝請。在東晉時期曾任安北將軍范汪之五世孫。其父范璩之曾任中書侍郎。有一子范縝，曾為南朝齊任中書郎、國子博士及著有《神滅論》一書。

## 參看
- 順陽范氏